# Orthosia transparens
Orthosia transparens är en nordamerikansk fjärilsart som beskrevs av Augustus Radcliffe Grote 1881. Arten ingår i släktet Orthosia och familjen nattflyn. Inga underarter finns listade i Catalogue of Life.